# خلاف حول الزمن في لغة الهوبي
يشير الخلاف حول الزمن في لغة الهوبي، إلى النقاش الأكاديمي الدائر عن كيفية تقعيد لغة الهوبي لمفهوم الزمن، وفيما إذا كانت الاختلافات بين أساليب وصف اللغتَين الإنجليزية والهوبي للزمن مثالًا على النسبية اللغوية أم لا. في الخطاب الأكاديمي السائد، يأخذ النقاش إطار سؤال عمّا إذا كان «لدى الهوبي مفهوم الزمن»، رغم أن فكرة أن أنهم لديهم تصوّر للزمن قد توطدت الآن.
بدأ هذا النقاش في أربعينيات القرن العشرين عندما حاجج عالم اللغويات الأمريكي بينجامين لي وورف بأنّ تصوّر قبائل الهوبي للزمن يختلف عنه لدى المتحدث الأوروبي العادي، وأن هذا الاختلاف يرتبط بالفروقات القواعدية بين اللغات. تلخصت حجة وورف في أن لغة الهوبي «ليس فيها كلمات، أو أشكال قواعدية، أو تراكيب أو تعبيرات تدلّ مباشرة إلى ما نسمّيه "الزمن"»، وخلُص إلى أن قبائل الهوبي «ليست لديهم فكرة عامة أو حدسٌ عن الزمن كمتوالية ذات استمراريّة يسير بمقتضاها كلّ شيءٍ في الكون على وتيرة واحدة ينحكم إليها المستقبل، والحاضر، والماضي». وظّف وورف تصوّر الزمن لدى الهوبي كمثالٍ رئيسي على فرضيّة النسبية اللغوية التي اقترحها، والتي تفترض أن الطريقة التي تحوّل بها أيّما لغة معطيات العالم إلى كلمات لها تأثير وارتباط بالرؤية الكونية لمتحدّثي تلك اللغة. فقدت أفكار وورف النسبيّة بريقها في اللغويات والأنثروبولوجيا في الستينيات من القرن العشرين، ولكن عبارة وورف بقيت شائعةً في الأدب الشعبي بشكل أسطورة مدنية تزعم أنّ «شعب الهوبي ليس لديهم مفهوم عن الزمن». في العام 1983، نشر عالم اللغويات إيكهارت مالوتكي دراسةً مِن 600 صفحة بخصوص الزمن النحويّ في لغة هوبي، خلص فيها إلى دحض مزاعم وورف عن تلك اللغة. قدّمت أطروحة مالوتكي مئات الأمثلة عن كلمات من لغة الهوبي وأشكال قواعدية تُشير إلى علاقات زمنيّة. كانت فكرة مالوتكي الجوهرية هي أن شعب الهوبي لديهم فِعلًا تصوّر ذاتيّ للزمن على أنّه مركّب كتعاقُب حيّزي من الماضي، عبر الحاضر، إلى المستقبل.
ودلّل مالوتكي على أن لغة الهوبي تقعّد الزمن باستخدام محدّدات الزمن المستقبل وأزمنة غير المستقبل، على العكس من اللغة الإنجليزية التي عادةً ما تحلّل باعتبارها مبنيّة على الفروقات بين المحددات الماضية وغير الماضية. اتخذ العديد من الباحثين عمل مالوتكي كمرجع نهائيّ يدحض فرضية النسبية اللغوية. ذكر عالم اللغويات والمختصّ في التصنيف اللغوي للزمن بيرنارد كومري أن «عرض مالوتكي وحججه ذات أثرٍ شبيه بالضربة القاضية». بالنسبة لعالم النفس ستيفين بينكر، المعروف بانتقاداته لوورف ومفهوم النسبية اللغوية، فقد قبِل نتائج مالوتكي كدليل على عدم كفاءة وورف كعالم لغويات.
فيما بعد وفي التسعينيات من القرن العشرين، أُعيد إحياء فرضية النسبية اللغوية بتوظيف أساليب بحثية جديدة، وراح عددٌ من علماء اللغويات والأنثروبولوجيين المتبنّين للنسبيّة ينتقدون دراسة مالوتكي، ولم يعتبروا أنها دحضت مزاعم وورف. والحجّة التي لجأ إليها هؤلاء هي تفسير مزاعم وورف الأصلية بخصوص لغة هوبي، وماذا كان المغزى الرئيسي من الفروق التي زعم وورف وجودها بين لغة هوبي واللغات الأوروبية المعيارية. يعتقد بعض الباحثين أنه من الأفضل اعتبار لغة هوبي كلغة تفتقر إلى الزمن النحوي فحسب، وأن فكرة الاختلاف بين المستقبل وغير المستقبل التي طرحها مالوتكي يمكن أن تُفهم بشكلٍ أفضل إذا أخذنا بعين الاعتبار الفرق بين الصيَغ النحويّة حدثَ realis ولم يحدث irrealis. بصرف النظر عن الكيفية المُثلى لتحليل مفهوم الزمن لدى الهوبي، ثمة اتفاق لدى مُعظم المختصّين مع مالوتكي بأنّ جميع البشر يتصوّرون الزمن كرديف للمكان، رغم أن بعض الدراسات الحديثة قد شكّكت بهذه الفكرة أيضًا.